# Tony Buzan
Anthony Peter "Tony" Buzan (Palmers Green, Enfield, Middlesex, 2 de junio de 1942-13 de abril de 2019) fue alumno de la Kitsilano Secondary School cuando era Head Boys Prefect 1959-60. Su popularidad se debe a su libro Use Your Head, su promoción de la nemotecnia y los mapas mentales. Lanzó su propio programa informático para elaborar mapas mentales llamado iMindMap en diciembre de 2006. En su página web, Buzan World, afirma que ha registrado el término 'Mind Maps' (Mapa mental) en muchos países.

## Biografía
Nació en Palmers Green, Enfield, Middlesex, fue alumno de la Kitsilano Secondary School cuando era Head Boys Prefect 1959-60. Su popularidad se debe a su libro Use Your Head, su promoción de la mnemotecnia y los mapas mentales. Lanzó su propio programa informático para elaborar mapas mentales llamado iMindMap en diciembre de 2006. En su página web, Buzan World, afirma que ha registrado el término 'Mind Maps' (Mapa Mental) en muchos países.
Después de hacer una serie de televisión para la BBC en la década de 1970, recogió muchas de sus ideas en su serie de cinco libros: Use Your Memory, Master Your Memory, Use Your Head, The Speed Reading Book y The Mind Map Book. Fue autor o coautor de más de un centenar de libros que han sido traducidos a 30 idiomas diferentes.
Como autor de psicología popular, Tony Buzan escribió sobre temas relacionados con el cerebro, el "genius quotient (GQ)", la inteligencia espiritual, la memoria, la creatividad y la lectura rápida. Fue el fundador y presidente de la Brain Foundation (no debe ser confundida con varios organismos relacionados con la medicina con un nombre similar) y también de la Brain Trust Charity, el World Memory Championships y el World Championships of the Brain. Fue cofundador del Mind Body Spirit Festival de Londres, así como de la Mind Sports Olympiad.